# Call of Duty Championship
Il Call of Duty Championship è un torneo annuale di Call of Duty che si tiene alla fine della stagione per determinare il Campione del mondo dell'anno. Per determinare la qualificazione, le squadre devono qualificarsi attraverso gli eventi prima del campionato del mondo. I giocatori dovevano avere almeno 18 anni di età all'inizio del torneo per poter partecipare.
Il torneo inaugurale si è svolto nel 2013 su Call of Duty: Black Ops II per Xbox 360  ed è stato vinto dal team Fariko Impact. Il team Complexity Gaming vinse l'evento del 2014.
L'iterazione del 2015 dell'evento è stata vinta da Denial eSports con team composto da Chris "Replays" Crowder, Dillon "Attach" Price, James "Clayster" Eubanks, and Jordan "JKap" Kaplan.
L'iterazione del 2016 si è svolta dal 2 al 4 settembre 2016, a differenza delle precedenti in primavera, con un montepremi di oltre due milioni di dollari. L'8 giugno 2016 è stato annunciato che il campionato si svolgerà insieme a Call of Duty XP che rivelerà il Trailer multigiocatore di Call of Duty: Infinite Warfare. Il Team EnvyUs, che ha vinto l'evento era composto da CroisNefili, JKap, SlasheR e Apathy. CroisNefili è stato nominato MVP dell'evento.

## Risultati annuali
| Anno  | Versione del gioco | Vincitori (membri della squadra)                        | Secondi classificati (membri della squadra)   | Terzi classificati (membri della squadra)            | Quarti classificati (membri della squadra)          |
| ----- | ------------------ | ------------------------------------------------------- | --------------------------------------------- | ---------------------------------------------------- | --------------------------------------------------- |
| 2011  | Modern Warfare 3   | OpTic Gaming (BigTymer, Merk, Nadeshot, Vengeance)      | Team Infinity (Ferluff, Gunshy, Rsoul, XLNC)  | IcoNs (eGo, KiLLa, RJ, TeRRoR)                       | Team Infused (richE, Sam, ShAnE, Swanny)            |
| 2013] | Black Ops II       | Fariko Impact (Karma, KiLLa, MiRx, Parasite)            | Team EnVyUs (JKap, ProoFy, Rambo, StaiNViLLe) | OpTic Gaming (BigTymeR, MerK, Scump, NaDeSHoT)       | CompLexity Gaming (ACHES, Crimsix, TeePee, TuQuick) |
| 2014  | Ghosts             | CompLexity Gaming (ACHES, Crimsix, Karma, TeePee)       | Team EnVyUs (MerK, NAMELESS, Rambo, StuDyy)   | OpTic Gaming (Clayster, MBoZe, NaDeSHoT, Scump)      | Strictly Business (Apathy, Censor, Dedo, Saints)    |
| 2015  | Advanced Warfare   | Denial eSports (Attach, Clayster, JKap, Replays)        | Team Revenge (AquA, Faccento, Nagafen, Remy)  | FaZe Red (ACHES, Enable, Parasite, SlasheR)          | Prophecy (Classic, MBoZe, Mochila, Ricky)           |
| 2016  | Black Ops III      | Team EnVyUs (Apathy, Jkap, CroisNefili, Slasher)        | Splyce (Bance, Joee, Joshh, Rated)            | Team eLevate (Aqua, Faccento, Felony, Nagafen)       | Fab Games (Desire, Dqvee, Hawqeh, Vortex)           |
| 2017  | Infinite Warfare   | OpTic Gaming (Crimsix, Formal, Karma, Scump)            | Team EnVyUs (Apathy, Jkap, John, Slasher)     | Luminosity Gaming (Classic, Octane, Saints, Slacked) | Rise Nation (Aqua, Faccento, Felony, Loony)         |
| 2018  | WW2                | Evil Geniuses (ACHES, Apathy, Assault, SiLLY)           | Team Kaliber (Accuracy, Kenny, Fero, Enable)  | FaZe Clan (ZooMaa, Attach, Replays, Priestahh)       | eUnited (Arcitys, Prestinni, Clayster, FeLonY)      |
| 2019  | Black Ops IIII     | eUnited (Clayster, Arcitys, Prestinni, Simp, aBeZy)     |                                               |                                                      |                                                     |
| 2020  | Modern Warfare     | Dallas Empire (Crimsix, Clayster, Shotzzy, Huke, iLLeY) |                                               |                                                      |                                                     |
| 2021  | Black Ops Cold War | Atlanta FaZe (Simp, aBeZy, Arcitys, Cellium)            |                                               |                                                      |                                                     |
| 2022  | Vanguard           | LA Thieves (Envoy, Octane, Kenny, Drazah)               |                                               |                                                      |                                                     |
| 2023  | Modern Warfare II  | New York Subliners (HyDra, KiSMET, Skyz, Priestahh)     |                                               |                                                      |                                                     |